# Alouatta seniculus puruensis
Alouatta seniculus puruensis is een zoogdier uit de familie van de grijpstaartapen (Atelidae). De wetenschappelijke naam van de soort werd voor het eerst geldig gepubliceerd door Lönnberg in 1941. Deze ondersoort werd vroeger als aparte soort gerekend, maar er is nog maar weinig over bekend en wordt dus voorlopig als ondersoort van de rode brulaap gerekend.

## Voorkomen
De soort komt voor in Brazilië en Peru.